# Kazimierz Lipień
Kazimierz Lipień, född den 6 februari 1949 i Jaczków, Polen, död 13 november 2005 i New York, var en polsk brottare som tog OS-brons i fjäderviktsbrottning i den grekisk-romerska klassen 1972 i München och därefter OS-guld i samma viktklass 1976 i Montréal. Han var tvillingbror till Józef Lipień.